# Francisco Carrascón Aguado
Francisco Carrascón Aguado (Tudela, Navarra, 3 de diciembre de 1876 — Madrid, noviembre de 1936), fue un compositor y organista español.

## Biografía
Fue el penúltimo hijo de una familia con diecisiete. Enviado de niño al seminario de Tudela, destacó en los estudios de música. Tras abandonar los estudios eclesiásticos se dedicó plenamente a los musicales. Inicialmente recibió clases de piano, órgano, armonía y composición del maestro de capilla de la catedral tudelana.
Hacia 1900, se trasladó a Madrid, en cuyo Conservatorio Nacional obtuvo los correspondientes títulos oficiales de las diversas disciplinas musicales.
En 1910 contrajo matrimonio en Madrid con Pilar Ruiz, hija del catedrático de oboe del conservatorio Fermín Ruiz Escobés , con quien tuvo dos hijos: Guillermo y Ricardo.
Francisco Carrascón murió fusilado por los republicanos en Madrid, después de haber sido detenido el 31 de octubre de 1936 y se desconoce dónde reposan sus restos.

### Maestro y organista
Fue profesor del Conservatorio Nacional durante varios años mientras ejercía la actividad organística, instrumento en el que llegó a ser un consumado maestro. Fue organista, por oposición, de la iglesia del Buen Suceso así como también de la parroquia de la Santa Cruz y de la del Santísimo Cristo de la Salud (Cristo de Ayala), todas ellas en Madrid. En este último templo las misas dominicales de doce en las que él tocaba constituían verdaderos conciertos en los que dio a conocer obras de César Franck, Vincent d'Indy, André Gedalge y otros compositores aún poco conocidos en España y totalmente desusados, entonces, en estos actos religiosos.
Ejerció la docencia musical en el Colegio de Santa Cristina y en el de Las Damas Negras, de Madrid. Tuvo, igualmente, discípulos particulares entre los que figuraron don José Eugenio de Baviera, posteriormente académico y presidente de la Real Academia de Bellas Artes de San Fernando y su hermana Mercedes, princesa de Bagration, hijos ambos de la Infanta María Teresa de Borbón. Fue también profesor de solfeo, siendo este niño, de Fernando Remacha, por tres veces Premio Nacional de Música
Fue igualmente organista de la Compañía de Ópera del Teatro Real de Madrid, trabajando como Maestro Concertador junto a D. Manuel Mira durante las temporadas 1919-20, 1920-21 y 1921-22.

### Compositor
Como compositor de música religiosa dejó una Missa dominicalis para coro y órgano, una Salve a tres voces y órgano, tres Motetes y tres Tamtum Ergo para coro y órgano, Memorare a cuatro voces y órgano, y, como obra más conocida, una Missa pro defunctis para cuatro voces y orquesta u órgano que, durante muchos años se interpretó en los solemnes funerales que, cada 28 de febrero, se celebraban en el Monasterio de El Escorial en sufragio de los reyes de las dinastías españolas.